# Greg Cerrone
Greg Cerrone (Californië, 27 januari 1979) is een Frans dj en producer. Hij staat bekend om zijn kwalitatieve live-sets, een mix van electro en house, geïnspireerd door funk en soul. 

## Jeugd
Op 9-jarige leeftijd verhuisde hij van Los Angeles naar Frankrijk. Via zijn vader, Cerrone, kwam hij snel met dance in aanraking. Op zijn dertiende amuseerde Greg Cerrone zich met het maken van mixen van bekende songs die hij dan opnam op cassettes. Zijn favoriete artiesten van toen waren Madonna, Michael Jackson en Prince.
In 1996 begon Greg met een theateropleiding. Na 3 jaar hield hij de opleiding voor bekeken om zich toe te spitsen op muziek. Hij begon met het componeren van electro. Op een avond nam Greg contact op met zijn vader, die in de Verenigde Staten woont, om hem zijn eerste demo's te laten horen. Hij vergezelde zijn vader tijdens diens concerten en verwierf zo de nodige kennis. 
Bob Sinclar nam in 1999 contact op met Greg om het recht te verkrijgen de Cerrone-hit 'I Feel For You' te samplen. 

## 2000s
Na het megasucces van de single overtuigde Greg zijn vader om Bob Sinclar een volledig remix-album te laten maken van Cerrone-songs. "Cerrone by Bob Sinclar" verscheen in 2001 en was het eerste album waar Greg Cerrone een bijdrage voor leverde. Het album behaalde meerdere malen goud.
Sinds 2001 houdt Greg zich meer bezig met Malligator, zijn vaders' platenlabel dat producties maakt in de Verenigde Staten en Frankrijk. Hij beheert de productie van dj-mixen en brengt nieuwe artiesten onder het label.
In 2002 schreef hij mee aan 5 tracks voor Hysteria (Cerrone), waarvoor hij ook de productie deed. Het album werd live voorgesteld op het Olympia de Paris en werd mede hierdoor een groot succes. De singles 'The Only One' en 'Hysteria' werden hits. Een jaar later werd Greg Cerrone gevraagd als dj voor radio FG en de Franse technoparade waar hij optrad naast grote Franse dj’s voor een publiek van 300000 mensen. Dankzij zijn succes werd hij sindsdien de maandelijkse residence van Radio FG, de belangrijkste DJ radio in Frankrijk. 
Greg werkte samen met grote namen als DonRay, Nile Rodgers en Mousse T. Door deze samenwerking creëerde hij een eigen stijl. Zijn dj-sets zijn krachtig, genereus en zorgen voor een uitzonderlijke ambiance. Hij brengt voornamelijk electro en house, gemengd met funky grooves en soul uit de seventies. Greg Cerrone wordt alsmaar meer gevraagd als resident voor Franse en internationale clubs (in Monaco, België, Luxemburg, Algerije, Lyon, Milaan, Parijs, Moskou, Tunesië en Londen).
In 2003 vond de Hysteria Party plaats in de L'Olympia, een mythische discotheek in Parijs, waar hij samen met zijn vader Cerrone optrad voor drieduizend mensen.
Op 1 juli 2005 werkte hij mee aan Cerrone’s Dance Party, een groots evenement dat plaatsvond voor het kasteel van Versailles in Parijs en honderdduizend toeschouwers lokte. 
Greg Cerrone speelde dj-sets voor de opening van tal van internationale evenementen waaronder The American Film Festival, Playboy, FISE Tour, Nokia Tour, Microsoft X-box Party, SFR Party en Pernaud Ricard's 30 year Anniversary.  Sinds 2005 is hij de maandelijkse resident voor Queen in Parijs en de wekelijkse resident op de Franse radiozenders RTS FM en Direct FM en het Belgische Contact Plus.

## Releases
In 2006 richtte Greg Cerrone een eigen platenlabel op, On the Air Music. In maart van dat jaar verschenen zijn eerste singles 'SYBD' en 'Game Over'. De electro track 'Friday Night' werd uitgebracht in een sterke remix door Da Fresh. 
Op 15 januari 2007 verscheen een single 'Pilling Me'. De single werd een internationale clubhit. Gregs' debuutalbum zal in de loop van 2008 verschijnen. Als voorloper van dit album verscheen de single 'Bullit' samen met remixen door Miles Dyson en Da Fresh.

## Discografie
- SYBD/Game Over (2006, On The Air Music)
- Friday Night + Da fresh Rmx (2006, On The Air Music)
- Pilling Me + Klaas rmx (2007, On The Air Music)
- Pilling Me Part 2/new remixes (2007, On The Air Music)
- Eden/Recycle (2007, On The Air Music)
- Invincible + rmx by D.O.N.S./Klaas/Afrojack (2007, On The Air Music)
- Schyzo (2008, On The Air Music)
- Darkness + Zoo Brazil rmx (2008, On The Air Music)
- Bullit + rmx by Miles Dyson/dA frESh (2008, On The Air Music)